# Giovanni Trivulzio

Stemma base della famiglia Trivulzio

Giovanni Trivulzio (Milano, ... – 1508) è stato un nobile italiano, I consignore di Borgomanero col fratello Luigi (?-1508).

## Biografia
Era figlio di Pietro Trivulzio e di Lara Bossi.
Nel 1470 giurò fedeltà ai Visconti in occasione del rinnovo del possesso del feudo di Codogno e nel 1478 venne nominato cavaliere. Nel 1494 venne inserito nel consiglio ducale segreto e nel 1499 prestò giuramento di fedeltà al re di Francia Luigi XII nel castello di Milano.
Morì nel 1508.

## Discendenza
Giovanni sposò Angiola Martinengo di Brescia ed ebbero otto figli:
- Damigella (1483-1527), letterata
- Cesare (?-1527)
- Pietro (?-1522), vescovo di Reggio Calabria
- Agostino (1485-1548), cardinale
- Pomponio (?-1539), condottiero
- Filippo (?-1543), vescovo di Ragusa di Dalmazia
- Paolo Camillo (?-1528), condottiero
- Coriolano (?-1511), condottiero